# Slavěna
Slavěna je ženské křestní jméno slovanského původu. Jeho význam je obvykle uváděn jako „Slovanka“. Jinými podobami téhož jména jsou také Slávka, Sláva a Slavka.
V českém občanském kalendáři má svátek 12. února.

## Jiné varianty
- Rusky: Slava
- Polsky: Sława
- Bulharsky, srbochorvatsky: Slavija, Slavena, Slavina, Slavjana
- Německy: Slavka

## Statistické údaje
Následující tabulka uvádí četnost jména v ČR a pořadí mezi ženskými jmény ve srovnání dvou roků, pro které jsou dostupné údaje MV ČR – lze z ní tedy vysledovat trend v užívání tohoto jména:
| Rok       | Četnost   | Pořadí   |
| 1999      | 289       | 371.     |
| 2002      | 277       | 376.     |
| Porovnání | o 12 méně | o 5 hůře |

Změna procentního zastoupení tohoto jména mezi žijícími ženami v ČR (tj. procentní změna se započítáním celkového úbytku žen v ČR za sledované tři roky) je -3,4%.

## Známé nositelky jména
- Slávka Budínová – česká herečka
- Slavěna Jandová – odborná asistentka ateliérů textilní výroby
- Slavěna Broulíková – česká politička
- Slavěna Benešová – gastronomka